# Port lotniczy Strasburg
Port lotniczy Strasburg (IATA: SXB, ICAO: LFST) – port lotniczy położony w Entzheim, 10 km na południowy zachód od Strasburga, w regionie Alzacja, we Francji.

## Transport
Lotnisko jest obsługiwane przez kolei podmiejską co 15 minut. Potrzeba dziewięciu minut, aby dotrzeć do głównego dworca w Strasburgu. Multimodalny bilet ważny jest na TER Aéroport i tramwaj do dowolnego punktu w związku komunikacyjnego CUS.

## Linie lotnicze i połączenia
| Linia lotnicza       | Kierunek |
| -------------------- | --- |
| Aegean Airlines      | 1. Ateny |
| Air Arabia Maroc     | 1. Fez 2. Nador |
| Air France           | 1. Lyon |
| Amelia International | 1. Amsterdam |
| ASL Airlines France  | Sezonowo: 1. Oujda |
| Brussels Airlines    | 1. Bruksela |
| Iberia               | 1. Madryt |
| LOT                  | 1. Warszawa-Chopin |
| Lufthansa            | 1. Frankfurt |
| Nouvelair            | 1. Tunis Sezonowo: 1. Dżerba |
| Royal Air Maroc      | 1. Casablanca |
| Ryanair              | 1. Agadir 2. Porto |
| Tunisair             | 1. Tunis |
| Turkish Airlines     | 1. Stambuł |
| Twin Jet             | 1. Marsylia |
| Volotea              | 1. Bordeaux 2. Marsylia 3. Montpellier 4. Nantes 5. Nicea 6. Rzym-Fiumicino 7. Tuluza Sezonowo: 1. Ajaccio 2. Ateny 3. Barcelona 4. Bastia 5. Biarritz 6. Korfu 7. Faro 8. Figari 9. Gran Canaria 10. Lanzarote 11. Marrakesz 12. Olbia 13. Palermo 14. Palma de Mallorca |